# Kadino Selo, Nordmakedonien
Kadino Selo (makedonska: Кадино Село) är en ort i Nordmakedonien. Den ligger i kommunen Prilep, i den centrala delen av landet, 80 kilometer söder om huvudstaden Skopje. Kadino Selo ligger 613 meter över havet och antalet invånare är 418.